# Monastère de Grnčarica
Le monastère de Grnčarica (en serbe cyrillique :  Манастир Грнчарица ; en serbe latin :Manastir Grnčarica) est un monastère orthodoxe serbe situé à Prnjavor, dans le district de Šumadija et dans la municipalité de Batočina en Serbie. Il est inscrit sur la liste des monuments culturels protégés de la république de Serbie (identifiant no SK 151).

## Localisation
Le monastère de Grnčarica est situé dans une vallée entourée de collines boisées à environ 10 km de Kragujevac, près de Korman, à la hauteur du village de Prnjavor.

## Histoire
Selon la tradition populaire, le monastère aurait été fondé à l'époque du roi serbe Stefan Dragutin, à la fin du XIIIe siècle et au début du XVIe siècle ; d'abord construit sur une colline non loin de son emplacement actuel, il aurait été détruit après la bataille de Kosovo Polje puis reconstruit dans la vallée. Mais, d'après les savants, il remonte plutôt au XVIe siècle et aurait été fondé entre 1521 et 1567, après la conquête du despotat de Serbie par les Ottomans et après le rétablissement du patriarcat de Peć.
Au XVIIIe siècle, Grnčarica connut les conséquences des guerres opposant les Autrichiens aux Turcs et le monastère fut plusieurs fois brûlé, au point d'être abandonné pour un temps. Relevé au début du XIXe siècle, il connut une rénovation radicale en 1869 : l'église et le konak occidental furent reconstruits de fond en comble, tandis que l'ensemble monastique fut entouré d'un mur de pierres.
Lors de la Première Guerre mondiale, Grnčarica fut pillé par les Austro-hongrois : les cloches de l'église furent prises comme butin et les archives furent brûlées. Pendant la Seconde Guerre mondiale, les nazis mirent le feu au monastère et les moines qui l'habitaient furent dispersés. En 1946, la prieure Euphrosyne accompagnée de quatre religieuses du monastère de la Sainte-Trinité de Paraćin refondèrent Grnčarica qui devint ainsi un monastère de femmes.